# Gneu Corneli Lèntul Batiat
Gneu Corneli Lèntul Batiat (llatí: Gnaeus Cornelius Lentulus Batiatus) va ser el propietari de l'escola de gladiadors o ludus (en) de Càpua (prop del Vesuvi) on es formà Espàrtac, el líder de la revolta esclava durant la Tercera Guerra Servil (73-71 aC).

## Identitat i origen
Segons Shackleton Bailey (en), erudit britànic en literatura llatina, el nom de Batiat podria ser una corrupció en els manuscrits del cognomen Vatia. En aquest cas, Gneu Corneli Lèntul Vàcia hauria pogut ser un Servili Vàcia adoptat per un membre de la gens Cornèlia, o bé un Corneli Lèntul adoptat per un Servili Vàcia.

## Biografia
Batiat va ser un dels més famosos lanistes de la seva època, i un dels pocs de què se n'ha conservat la memòria fins als temps moderns. Va viure a Càpua, on es trobava el seu ludus gladiatorius, i immers en el luxe va rebre els ciutadans romans més rics, sobretot patricis, senadors i cavallers, per als quals va organitzar duels entre gladiadors, considerat generalment entre els més espectaculars i populars, així com el més ben pagat de tot Itàlia.
Una sèrie d'evidències textuals porten a reconèixer-lo com el gerent de l'escola de gladiadors que, el 73 aC, va ser el bressol de la revolta del gladiador Espàrtac i dels seus companys, destinats a esdevenir l'espurna de la Tercera Guerra Servil, el més greu de la història Republicana, que va tenir lloc en territori itàlic, amenaçant d'implicar directament la mateixa Roma. Dels aproximadament 200 esclaus (la major part tracis i gals), entre 70 i 78 van escapar al costat d'Espàrtac.

## En altres suports
A la pel·lícula Espàrtac (1960), dirigida per Stanley Kubrick i basada en la novel·la Spartacus (en) de Howard Fast, el paper de Batiat l'interpretà Peter Ustinov, que va guanyar l'Oscar al millor actor secundari l'any següent.
A la pel·lícula del mateix nom, Spartacus (2004), el paper de Batiat l'interpretà Ian McNeice. A la sèrie de televisió Spartacus: Blood and Sand (2010), i a la seva preqüela, Spartacus: Gods of the Arena (2011), Batiat va ser interpretar pet John Hannah.